# Ginetta G50

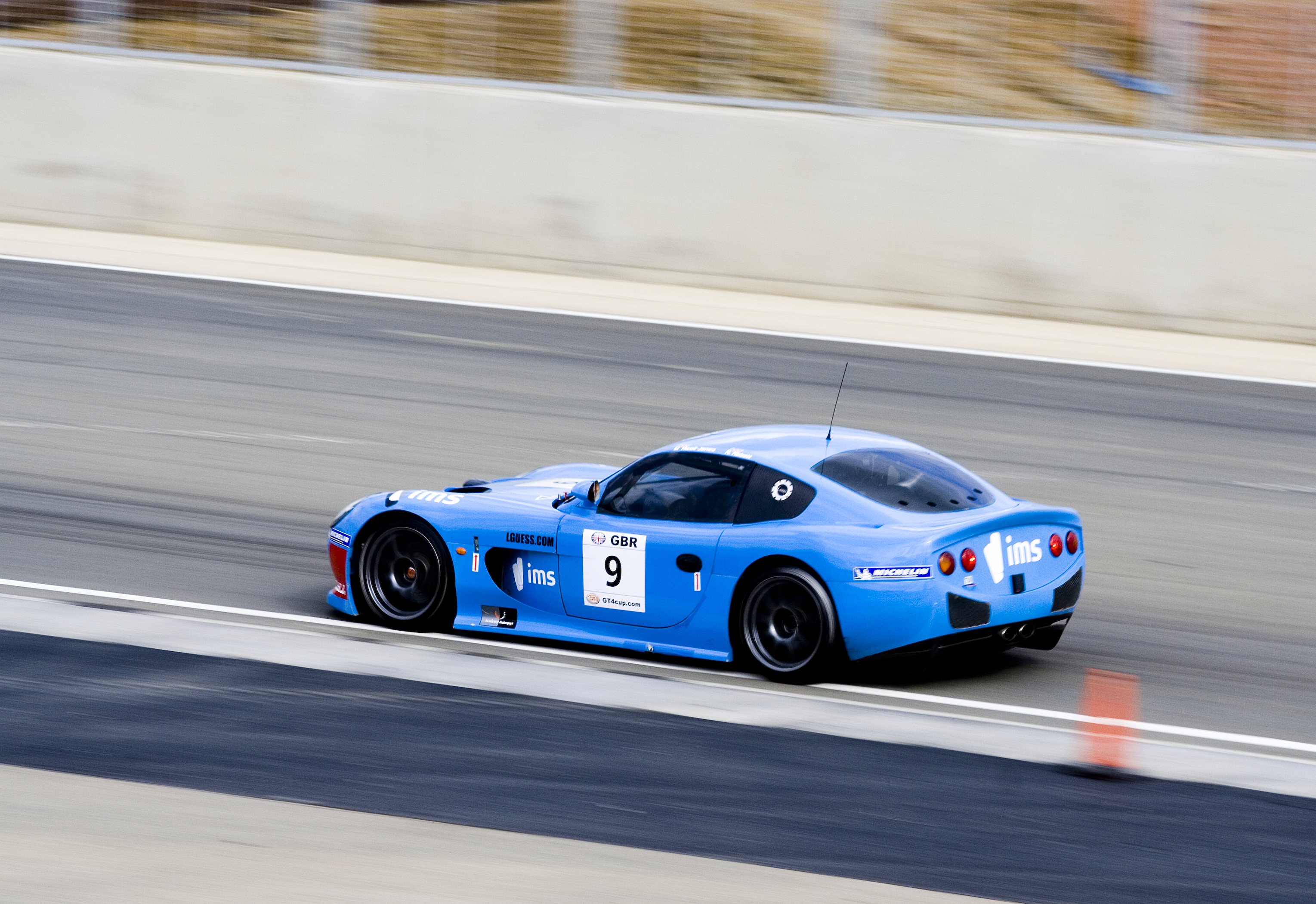
Ginetta G50

Ginetta G50 — гоночный автомобиль, выпускавшийся с 2008 по 2014 год британской компанией Ginetta Cars.

## Описание
Разработка Ginetta G50 началась в конце 2007 года, когда бизнесмен Лоуренс Томлинсон из Лидса закупил Ginetta Cars у группы энтузиастов, которые сами выкупили её вне управления. G50 был разработан в честь 50-летия производства автомобилей Ginetta. С базовыми спецификациями, написанными квалифицированным инженером Томлинсоном, автомобиль был разработан менее чем за шесть месяцев.

## Награды
Выпущенный в 2008 году, G50 был удостоен награды Autosport National Car of the Year в первый же год. G50 одержал 5 побед в британском чемпионате GT и выиграл Европейский кубок GT4 в 2009 году, обойдя Aston Martin, BMW и Porsche. В 2008 году автомобиль получил премию «Small Business of the Year» от Motorsport Industry Association, а в 2009 году Томлинсон был награждён премией «Outstanding Contribution to Motorsport».

## Road Car
Первый Ginetta G50 Road Car был представлен в апреле 2008 года, а позже он принял участие в гонках Silverstone Supercar Tour. Автомобиль оснащён двигателем V8 мощностью 390 кВт (520 л. с.) или же двигателями V6. Ценовой диапазон варьировался от 45000 фунтов стерлингов (за V6) до 100000 фунтов стерлингов (за V8). Однако из-за экономического спада компания Ginetta отложила планы по общему производству G50 на неопределённый срок.

## G50 EV Prototype

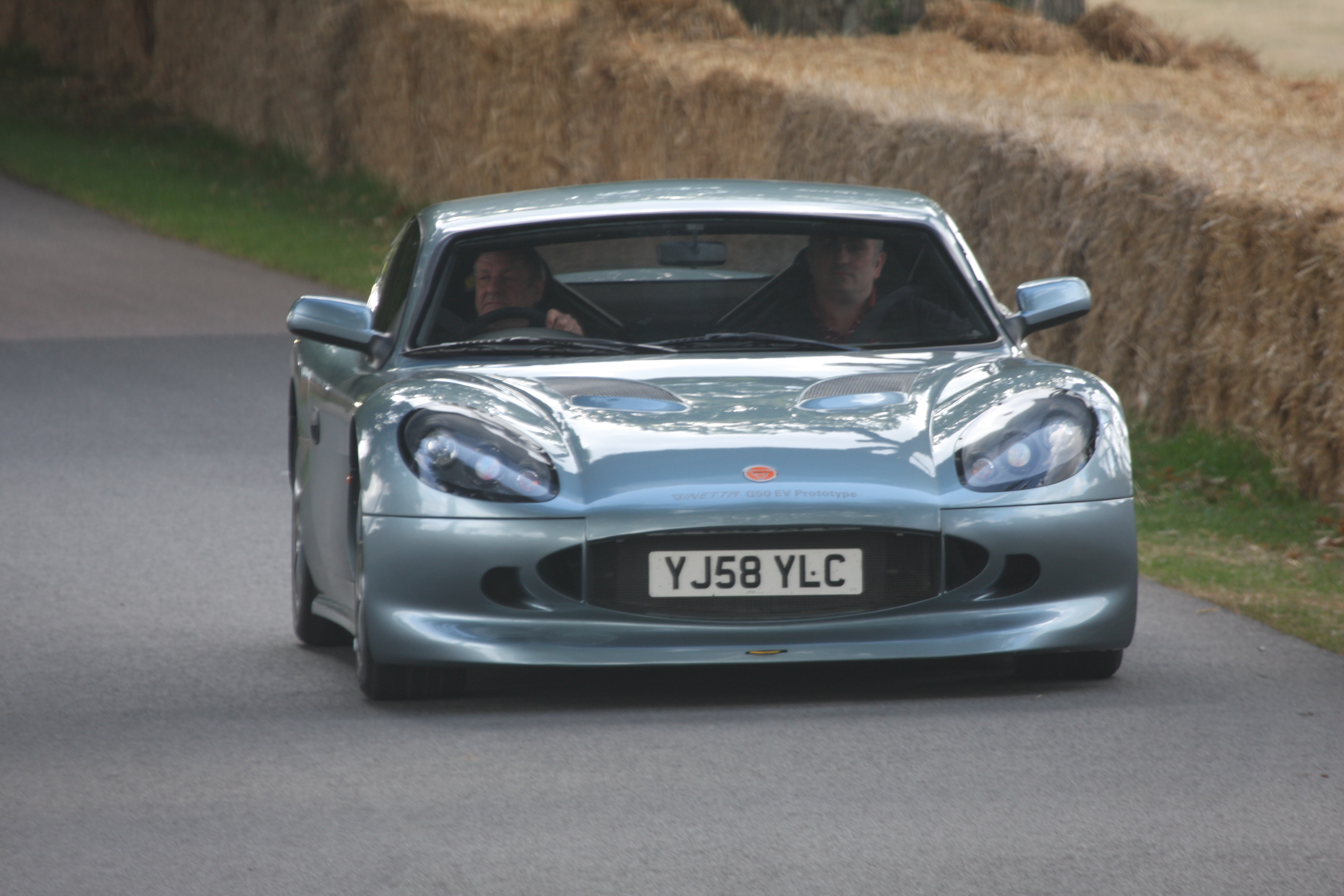
Ginetta G50 EV на трассе Гудвуд (2009)

В 2009 году компания Ginetta совместно с Zytek представила электромобиль, получивший название Ginetta G50 EV Prototype. Автомобиль оснащён электродвигателем мощностью 90 кВт (121 л. с.). Предполагаемый запас хода варьировался от 150 до 250 миль. В ноябре 2009 года бывший чемпион мира Формулы-1 Джон Сёртис проехал на прототипе через туннель под Ла-Маншем, и G50 EV Prototype стал первым автомобилем серийной спецификации, который проехал по туннелю. Но производство было прекращено из-за того, что компания не смогла получить государственный грант на проект.

## G50Z

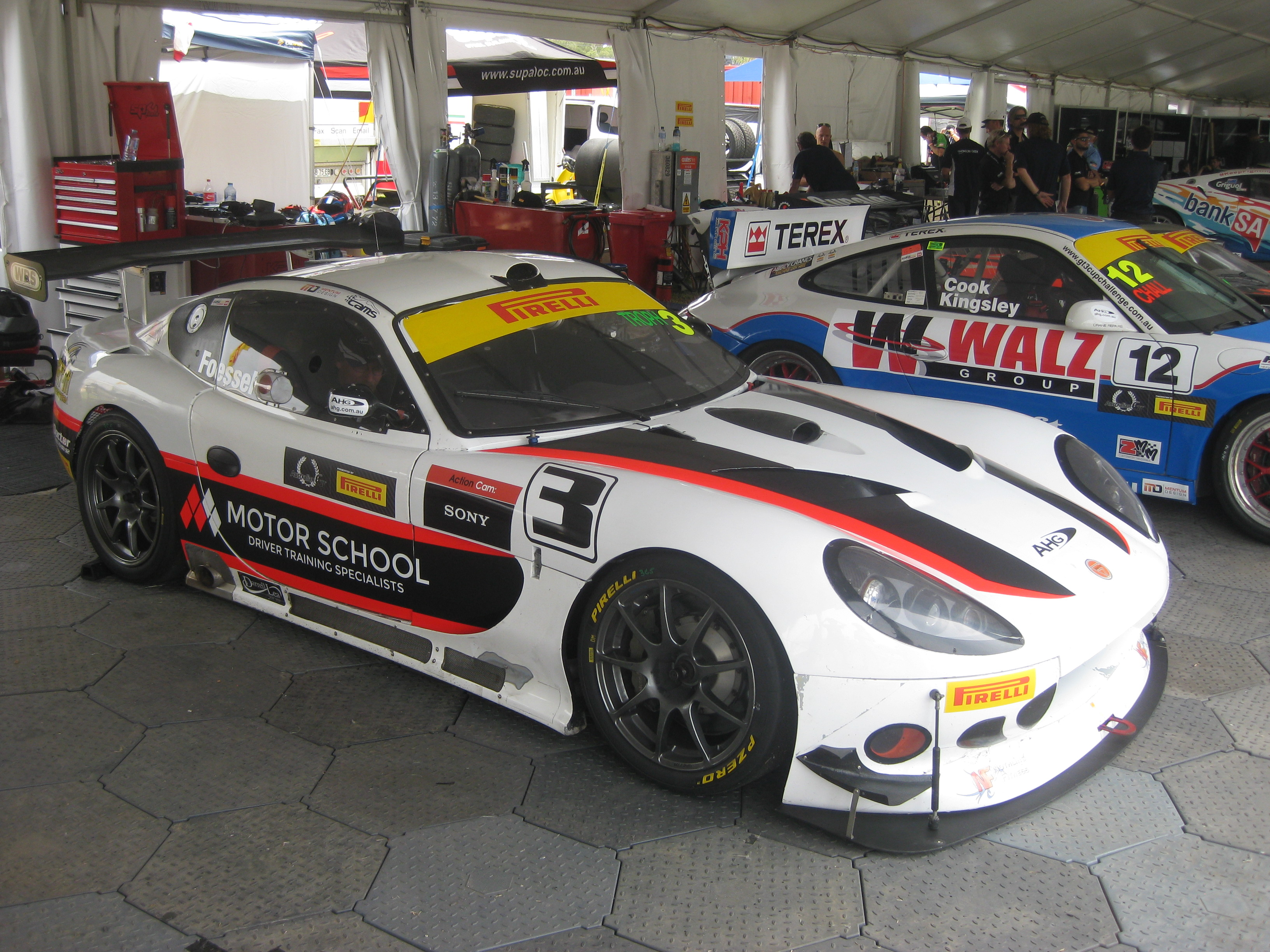
Ginetta G50Z

В 2008 году была анонсирована модель Ginetta G50Z. Автомобиль оснащён 4,0-литровым двигателем Zytek V8, который затем был снижен до 3,8 литров. Двигатель развивал мощность 365 кВт (489 л. с.) и сочетался в паре с шестиступенчатой механической трансмиссией. Трансмиссия приводится в действие подрулевыми лепестками на рулевой колонке, что приводило к более быстрому переключению передач, чем у GT4.